# Perizoma indistincta
Perizoma indistincta là một loài bướm đêm trong họ Geometridae.